# Zarafa (sculpture)
Pour les articles homonymes, voir Zarafa.
Zarafa est une sculpture de girafe mise en place par l'association Art Book Collectif (ABC) sur la Canebière à Marseille, place Léon-Blum, face aux allées de Meilhan.

## Histoire
La première version de la statue, éphémère, est installé en mars 2009 à l'occasion des Bouquinades, le premier festival du livre de la Canebière. Elle était constituée de 3 000 livres s'élevant à 6 mètres de hauteur. Elle faisait référence à la girafe offerte à Charles X par Méhémet Ali, surnommée Zarafa. Le 16 mai 2010, en marge de la fête de l'Olympique de Marseille, victorieux de la coupe de la Ligue et du championnat de France de football, elle est entièrement détruite par un incendie.
Dès l'été 2010, les plasticiens du collectif ABC (Art Book Collectif) mettent en place une seconde version métallique, donc plus pérenne, de la statue sur le même lieu, accompagnée d'un girafon (appelé Marcel) qui est utilisé comme borne de dépôt et d'échanges de livres. Les deux sculptures animalières sont inaugurées le 11 octobre 2010, en présence notamment de Patrick Mennucci, maire du 1er secteur de Marseille de 2008 à 2014 et vice-président à la culture du conseil régional de 1998 à 2013, et de Michel Vauzelle, président de la Région de 1998 à 2015,.
En novembre 2018, le service de la mairie demande au concepteur de Zarafa  de déménager les deux sculptures pour permettre le démarrage des travaux d'aménagement d'un cinéma avec une promesse de retour en 2020. Lesdites sculptures ne sont finalement pas déplacées et elles sont seulement contournées pas le mur métallique du chantier, gardant ainsi en lieu et place « la girafe » et la fonction d'échange de livres de son « girafon ».

## Autres sculptures animalières à Marseille
Le 8 août 2011, une sculpture en forme de sirène, Télès, de 300 kg et de 3 mètres de haut, d'acier et de cuivre réalisée à Saint-Lys (Haute-Garonne), pour la ville de Marseille par des sculpteurs plasticiens[Quoi ?]. Les créateurs sont les artistes du collectif Art Book Collectif.
En septembre 2011, une autre sculpture animalière à vocation de borne à livres, représentant un rhinocéros, est mise en place par Magali Louis de Art Book Collectif sur l'île de Ratonneau (Îles du Frioul, à Marseille). L'animal a été choisi en mémoire du rhinocéros du château d'If arrivé juste en face en 1516.